# Physoconops inornatus
Physoconops inornatus är en tvåvingeart som först beskrevs av Samuel Wendell Williston  1892.  Physoconops inornatus ingår i släktet Physoconops och familjen stekelflugor. Inga underarter finns listade i Catalogue of Life.